# Олінг (Нідерланди)
Олінг (нід. Oling) — селище в нідерландській провінції Гронінген. Входить до складу муніципалітету Емсделта.
Невеликий населений пункт, фактично західне передмістя Аппінгедама, розташований на 4 метри нижче рівня моря.